# Parafia św. Marii Magdaleny w Garczegorzu
Parafia św. Marii Magdaleny w Garczegorzu – parafia rzymskokatolicka w Garczegorzu w powiecie lęborskim, w gminie Nowa Wieś Lęborska, na Kaszubach. W skład parafii wchodzą miejscowości: Obliwice, Darżkowo, Janisławiec, Janowice, Janowiczki, Pogorszewo, Rozgorze i Wilkowo Nowowiejskie.
Odpust parafii przypada 22 lipca. Kościół filialny św. Józefa Rzemieślnika i Oblubieńca NMP znajduje się w Janowicach.